# NGC 6242
NGC 6242 في الفهرس العام الجديد، هو عنقود نجمي، يقع في كوكبة العقرب. اكتشف في 1751 . بواسطة نيكولاس لويس دو لكيل .

## روابط خارجية
- NGC 6242 على موقع ويكي سكاي: DSS2, SDSS, GALEX, IRAS, Hydrogen α, X-Ray, Astrophoto, Sky Map, Articles and images